# 科蒙 (厄尔省)
科蒙（法語：Caumont，法語發音：[komɔ̃]）是法国厄尔省的一个市镇，位于该省北部，属于贝尔奈区。

## 地理
科蒙（49°21'59"N, 0°53'44"E）面积6 平方千米，位于法国诺曼底大区厄尔省，该省份为法国北部内陆省份，北起滨海塞纳省，西接奧恩省和卡爾瓦多斯省，南至厄尔-卢瓦省，东临瓦兹省、瓦兹河谷省和伊夫林省。
与科蒙接壤的市镇（或旧市镇、城区）包括：拉布耶、莫尼、萨于尔、圣皮埃尔-德马讷维尔。

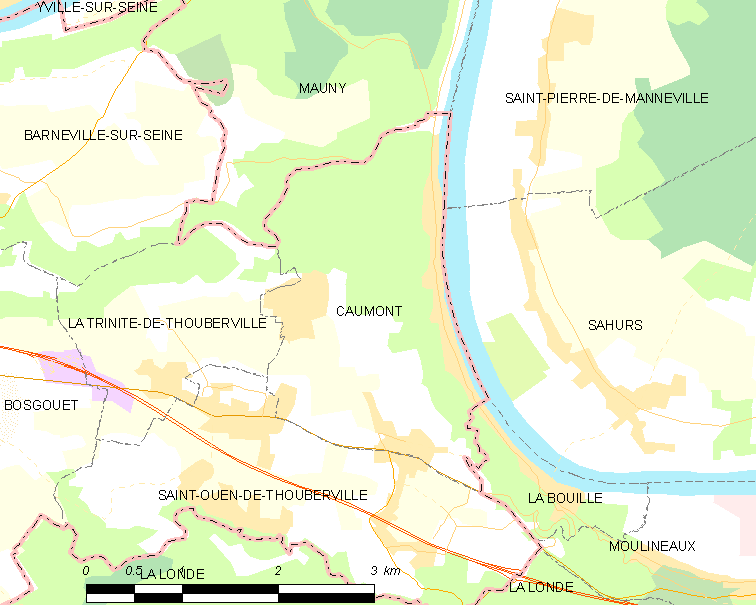
的OSM定位图

科蒙的时区为UTC+01:00、UTC+02:00（夏令时）。

## 行政
科蒙的邮政编码为27310，INSEE市镇编码为27133。

## 政治
科蒙所属的省级选区为阿沙尔堡县。

## 人口

1962-2008年间人口变化图示

科蒙于2022年1月1日时的人口数量为1132人。